# Jiří Slavík
Jiří Slavík (* 13. září 1968 Praha) je český politik, od října 2021 poslanec Poslanecké sněmovny PČR, v letech 1998 až 2006 a 2014 až 2022 starosta, od roku 2022 místostarosta města Votice na Benešovsku, člen TOP 09.

## Život
Narodil se v Praze, od dětství však vyrůstal ve Voticích.
Jiří Slavík žije ve městě Votice na Benešovsku, konkrétně v části Beztahov. Je ženatý, má čtyři dcery a dvě vnučky. Ve volném čase se věnuje zahradě a péči o drobná hospodářská zvířata nebo poznávání historie a přírody.

## Politické působení
V komunálních volbách v roce 1994 kandidoval jako člen Liberální strany národně sociální (LSNS) do Zastupitelstva města Votice, ale neuspěl (skončil jako první náhradník). Zastupitelem města se stal až ve volbách v roce 1998, když kandidoval jako člen České strany národně sociální (ČSNS) na kandidátce „Koalice KDU-ČSL, ČSNS“. Ve volbách v roce 2002 byl opět zvolen zastupitelem města, když z pozice nestraníka vedl kandidátku KDU-ČSL. V letech 1998 až 2006 byl navíc starostou města. Ve volbách v roce 2006 obhájil post zastupitele města, když opět z pozice nestraníka vedl kandidátku KDU-ČSL.
V komunálních volbách v roce 2010 byl zvolen zastupitelem města z pozice člena a lídra kandidátky TOP 09. Mandát zastupitele města obhájil ve volbách v roce 2014 jako člen TOP 09 a lídr kandidátky subjektu „Votičáci s podporou TOP 09“. V listopadu 2014 se stal po třetí starostou města. Ve volbách v roce 2018 byl pak zvolen zastupitelem města z pozice člena TOP 09 a lídra kandidátky subjektu „Votičáci s podporou TOP 09 a STAN“. Na konci října 2018 se stal opět starostou města. V komunálních volbách v roce 2022 kandidoval do zastupitelstva Votic jako lídr kandidátky subjektu „Votičáci SPOLU“ (tj. TOP 09 a ODS). Mandát zastupitele města se mu podařilo obhájit, starostou se však již nestal. Dne 17. října 2022 byl zvolen místostarostou města. Novou starostkou Votic se stala Iva Malá. Během výkonu funkce starosty se dostal do širšího povědomí, když v letech 2017 a 2018 řešil případ týraných koní v Jankově na Benešovsku.
V krajských volbách v roce 2016 kandidoval za TOP 09 do Zastupitelstva Středočeského kraje, ale neuspěl. Zvolen nebyl ani ve volbách v roce 2020, kdy kandidoval jako člen TOP 09 na kandidátce subjektu „Spojenci pro Středočeský kraj - TOP 09, Hlas, Zelení“.
Ve volbách do Poslanecké sněmovny PČR v roce 2021 kandidoval z pozice člena TOP 09 na 10. místě kandidátky koalice SPOLU (tj. ODS, KDU-ČSL a TOP 09) ve Středočeském kraji. Získal 4 585 preferenčních hlasů a stal se poslancem.
Ve sněmovních volbách v roce 2025 kandiduje na 11. místě kandidátní listiny koalice SPOLU ve Středočeském kraji.